# Cathédrale Saint-Jacques de Seattle
Cette  cathédrale n’est pas la seule cathédrale Saint-Jacques.
La cathédrale Saint-Jacques de Seattle est la cathédrale de l'archidiocèse de Seattle. Elle est située aux États-Unis dans l'État de Washington, dans la ville de Seattle. Elle est dédiée à saint Jacques le Majeur.

## Historique
Elle a été construite de 1905 à 1907 dans un style néo-Renaissance selon les plans des agences d'architecture Somervell & Cote et Heins & LaFarge.
À son achèvement le bâtiment comprenait un dôme en verre qui s'est effondrée durant l'hiver 1916 lors d'une chute d'un mètre de neige. Il n'a jamais été reconstruit depuis.
En 1994, la cathédrale a subi sa plus récente restauration majeure en cherchant à intégrer les changements apportés par le concile Vatican II.

## Dimensions
Les dimensions de l'édifice sont les suivantes :
- hauteur sous voûtes : 19,8 m [2] ;
- hauteur des deux tours de la façade : 50,9 m[1].

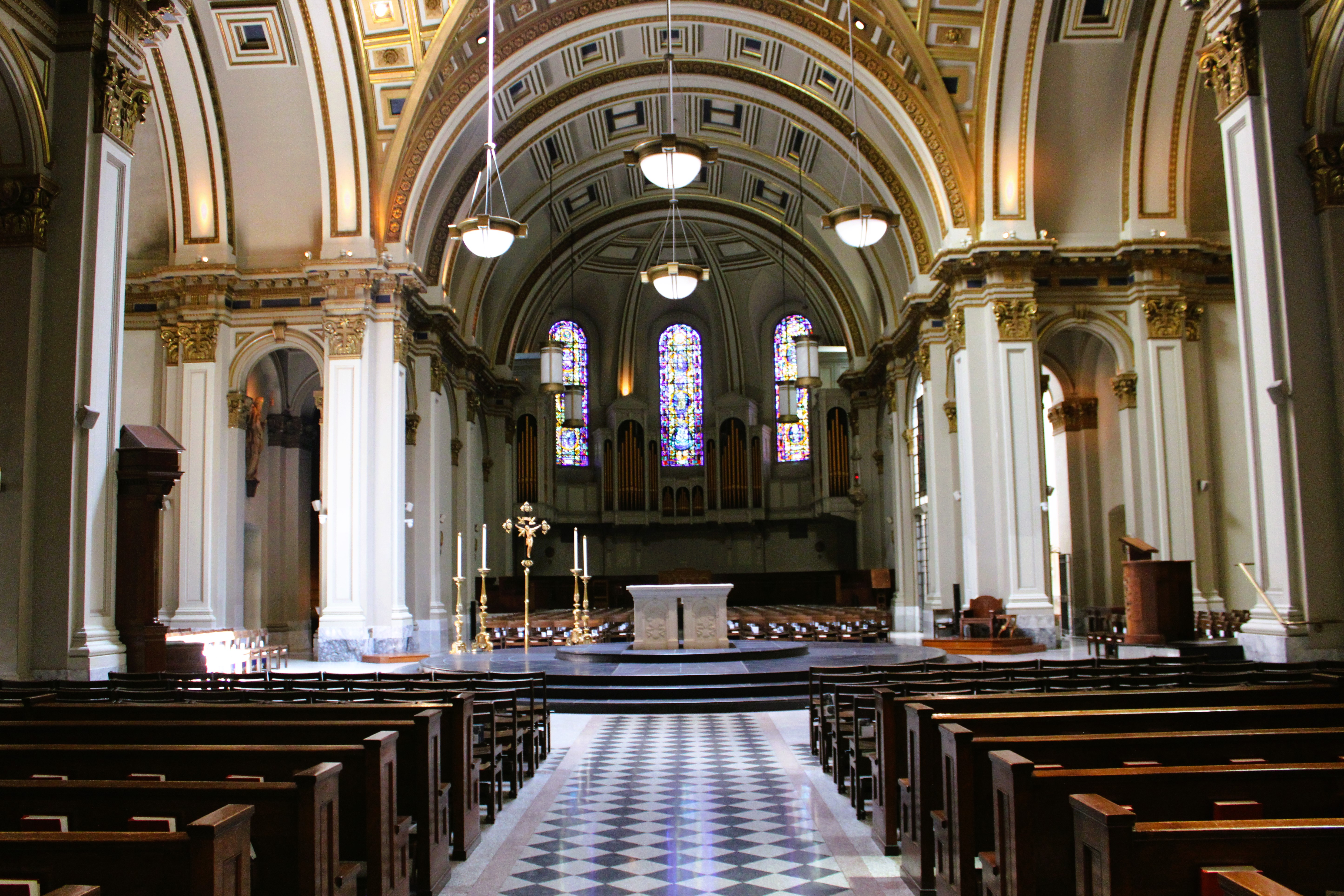
L'intérieur de la cathédrale.